# 一力健治郎
一力 健治郎（いちりき けんじろう、文久3年9月25日（1863年11月6日） - 昭和4年（1929年）11月5日）は、日本の実業家。河北新報社創業者（社主）。旧姓鈴木。宮城県平民。
河北新報元社長の一力次郎の父。元河北新報社社主の一力一夫の祖父。河北新報社社長の一力雅彦の曾祖父。囲碁棋士の一力遼の高祖父。

## 経歴
鈴木作兵衛の四男として生まれた。後に先代の松治郎の養子となる。
東華学校、第二高等中学校を卒業後、上京。国民英学会にて学ぶ。また、第二高等中学在学中には、くまじ夫人との間にすでに、一男一女をもうけていた。　
仙台での書店経営で実業界入りし、植林会社（宮城植林株式会社）を興し創業。宮城電燈会社重役等を歴任する。その後政界に進出し、明治27年（1894年）には、宮城県会議員を、翌28年には、仙台市会議員にも選出された。
明治30年（1897年）1月17日、立憲改進党所属の宮城県会議長である藤沢幾之輔の勧めにより、進歩党機関紙「東北日報」を基礎に「河北新報」を創刊しその後、新聞経営に専念した。

## 人物像
気迫の人、先見性あるユニークな着想、加えて温情の人として、多くの人に慕われた。
昭和30年（1955年）日本の新聞人顕彰が企画され健治郎は、福沢諭吉、陸羯南らと共に、第一回の20人の内の1人に選出され、東京の千鳥ヶ淵に建つ記念碑「自由の群像」に名前が刻まれた。

## 家族・親族

### 一力家
（宮城県仙台、東一番町）
- 父・松治郎[1]
- 妻・くまち（宮城、士・鈴木春山長女[1]。妹のはるは佐藤紅緑の妻）

明治元年（1868年）7月生 - 没
- 男・太郎[1]

明治20年（1887年）1月生 -
- 女・なを（宮城県士族・佐藤惟馨養子彦輔に嫁す[1]）

明治22年（1889年）4月生 -
- 女・たけ（青森県士族・菊池楯衛長男秋雄に嫁す[1]、菊池秋雄・たけの孫に物理学者の菊池誠。）

明治24年（1891年）7月生 -
- 次男・次郎[1]

明治26年（1893年）8月生 - 昭和45年（1970年）7月没
- 男・五郎[1]（俳人・阿部みどり女の長女多美子と結婚。多美子の祖父は永山武四郎。）

明治35年（1902年）5月生 -昭和22年（1947年）6月23日没